# Lloyd Berkner
Lloyd Viel Berkner (Milwaukee, Wisconsin, 1 de febrero de 1905, – Washington D. C., 4 de junio de 1967) fue un físico e ingeniero estadounidense, uno de los inventores del dispositivo estándar utilizado para medir la densidad de electrones de la ionosfera en altura.

## Semblanza
Berkner hizo contribuciones importantes al desarrollo de la teoría de la propagación radiofónica de onda corta, para la que los datos obtenidos en todo el mundo por sus instrumentos de medición en la ionosfera fueron decisivos. 
Posteriormente investigó la dinámica de la atmósfera terrestre, para lo que también necesitaba recopilar datos de todo el mundo. Esto le llevó en 1950 a proponer la celebración de un Año Geofísico Internacional. En aquel momento, el IGY (International Geophysical Year) fue el estudio cooperativo más grande jamás emprendido a escala mundial.
Berkner fue elegido miembro de la Academia Estadounidense de las Artes y las Ciencias en 1956. El Año Geofísico Internacional, organizado por el Consejo Internacional de Uniones Científicas, se desarrolló en 1957-59, siendo Berkner su presidente. Así mismo, fue miembro del Comité Científico Asesor del Presidente de los Estados Unidos en 1958, en su condición de presidente de la Asociación de Universidades.
En 1963, Berkner y L.C. Marshall avanzaron una teoría para describir la manera en la que habían evolucionado las atmósferas de los planetas interiores del sistema solar.
En 1926, siendo oficial de la marina, Berkner presenció el desarrollo del radar, de los sistemas de navegación, y de la ingeniería electrónica en las aeronaves navales. Esto le llevó a dirigir el estudio y la construcción del Sistema de Aviso Temprano Distante, una cadena de estaciones de radar concebida para alertar a los Estados Unidos de un posible ataque de misiles a través del Polo Norte.
Berkner trabajó con la administración de Dallas para organizar el Centro de Búsqueda de Licenciados del Suroeste (más tarde rebautizado como Centro del Suroeste de Estudios Avanzados) origen de la Universidad de Texas en Dallas).
Escribió más de 100 artículos científicos y varios libros, incluyendo Rockets and Satellites (Cohetes y Satélites) (1958), Science in Space (Ciencia en el espacio) (1961), y The Scientific Age (La Edad Científica) (1964).
En 1961, Berkner fue nombrado presidente del Instituto de Ingenieros de Radiofonía.
Estuvo casado con Lillian Fulks Berkner, con la que tuvo dos hijos.

## Reconocimientos
- El Instituto Lloyd V. Berkner de Richardson, Texas fue nombrado en su honor en 1969.
- El cráter lunar Berkner lleva este nombre en su memoria.[6]
- Una isla en la Antártida también homenajea al doctor Berkner (la Isla Berkner) por su trabajo como operador radiofónico en la primera expedición antártica de Byrd en 1927.[1]